# St. Leonhard (Hittistetten)

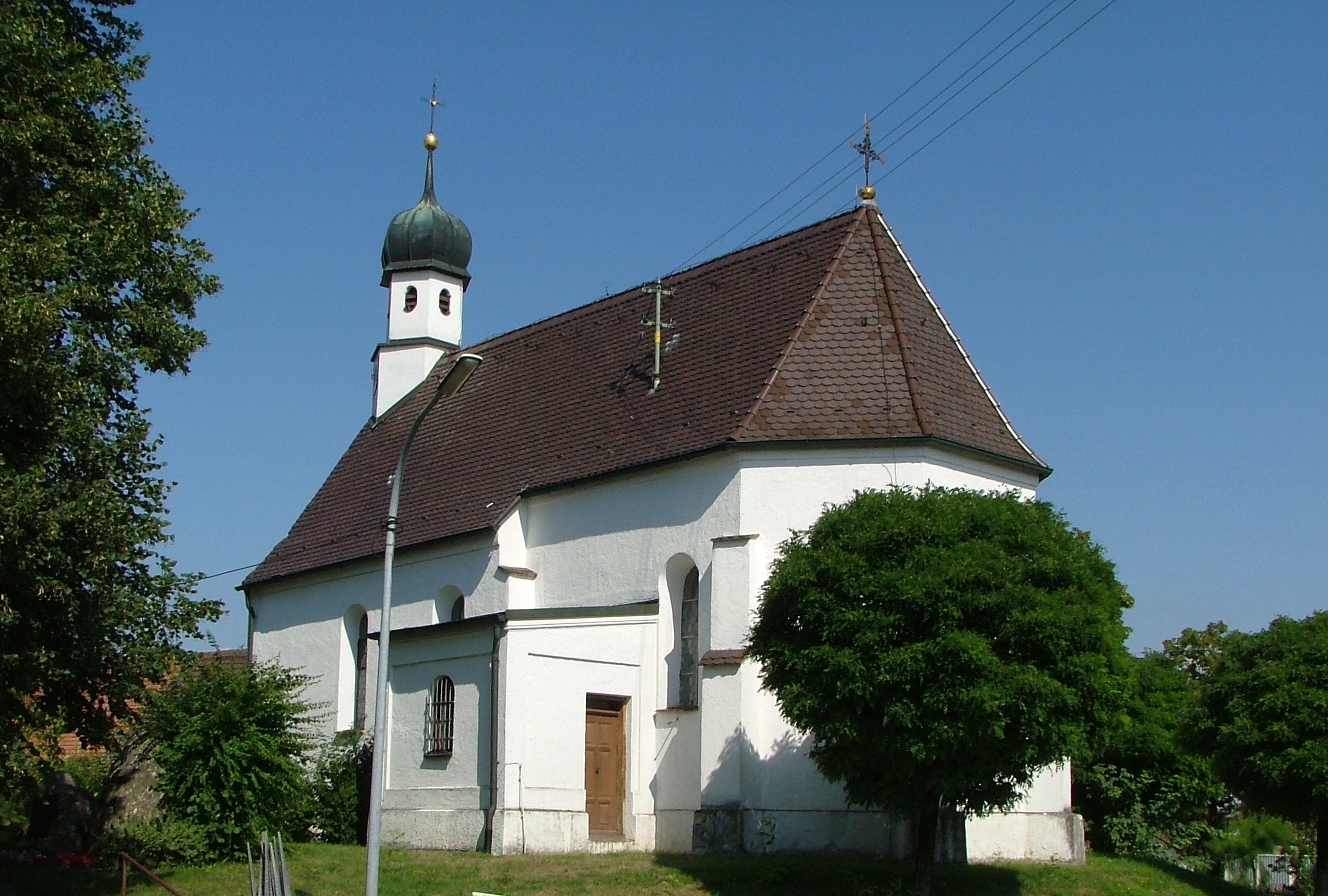
St. Leonhard in Hittistetten

Die römisch-katholische Kapelle St. Leonhard in Hittistetten, einem Stadtteil von Senden im schwäbischen Landkreis Neu-Ulm in Bayern, ist in der Liste der Baudenkmäler in Senden als Baudenkmal unter der Nr. D-7-75-152-13 eingetragen.

## Beschreibung
An den 1488 von einem Baumeister aus Tiefenbach bei Oberstdorf erbauten, im Osten dreiseitig geschlossenen, von Strebepfeilern gestützten Chor wurde um 1590 nach Westen das Langhaus angebaut. Dem Satteldach des Langhauses wurde über der Fassade im Westen 1672 ein sechseckiger Dachreiter aufgesetzt, der den Glockenstuhl beherbergt, und der mit einer Zwiebelhaube bedeckt wurde. Die Saalkirche wurde 1783 nach einem Entwurf von Thaddäus Rieff umgestaltet. Der Innenraum des Langhauses ist mit einer Flachdecke überspannt. Auf der Brüstung der Empore im Westen sind die Apostel dargestellt. Die Fresken im Chor, u. a. mit einer Darstellung der Unbefleckten Empfängnis, hat 1813 Konrad Huber gestaltet. Die um 1727 errichtete Statue des Leonhard von Limoges wird dem Umkreis von Ferdinand Luidl zugeschrieben.